# Слива пильчаста
Слива пильчаста, вишня пильчаста або са́кура (яп. 桜, さくら, МФА: [sakuɾa]) — загальна назва декоративних дерев підроду вишень. Так називають вишню дрібнопильчасту (лат. Prunus serrulata (serrula)), що не плодоносить. Японською мовою словом «сакура» позначається будь-яка вишня.
До назви «сакура» японські дендрологи зазвичай відносять види P. serrulata Lindl. , P. campanulata Maxim., P. glandulosa (Hook.) Torr. & A.Gray, P. jamasakura Siebold, P. lannesiana (Carrière) E.H.Wilson, P. sargentii Rehder, P. sieboldii Koidz., P. subhirtella Miq. та P. yedoensis Matsum.

## Короткі відомості
Сакура — відомий символ Японії та японської культури. Японці здавна шанують цю рослину. З часів Мейдзі зображення сакури містяться на головних уборах учнів і військових, як вказівник рангу. В наш час[коли?] використовується на гербах поліції та сил самооборони Японії. Крім того, сакура — традиційний символ жіночої молодості та краси.

## Сезон цвітіння сакури
Весняне цвітіння сакури в Японії за урочистістю можна прирівняти до національного свята. Згідно з географічним розташуванням ця подія неодночасна, офіційно вважається що
- у Саппоро це відбувається 12 березня — 20 квітня,
- у Токіо 27 березня — 7 квітня,
- у Кіото 4 — 16 квітня
- у Осака 5 −13 квітня.

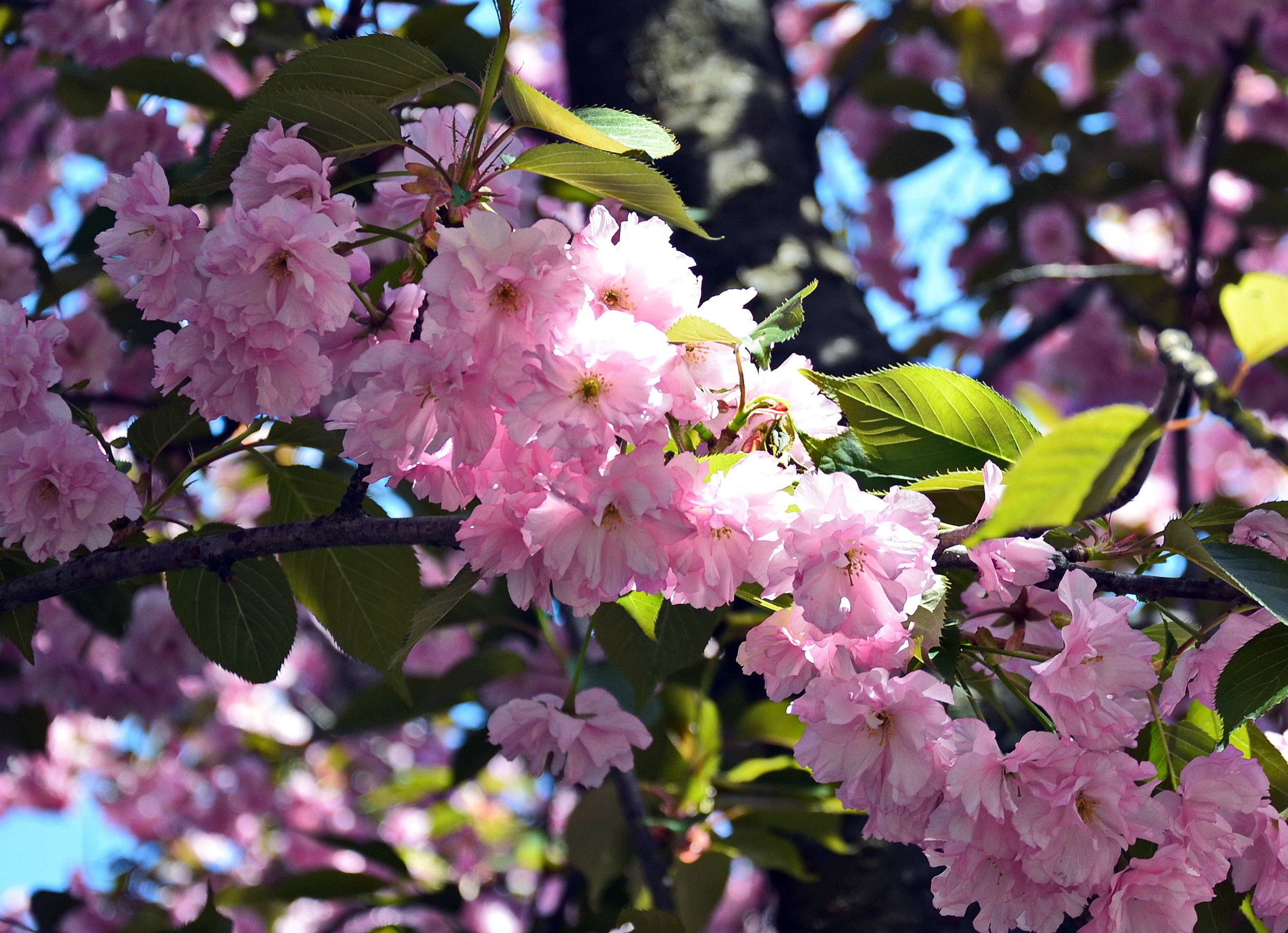
Япо́нська ви́шня в квітневі дні (Україна)

Початок, закінчення і тривалість цвітіння залежить від температури та опадів. Регіональні відмінності дуже сприяють туризму, адже бажаючі помилуватися красою природи охоче подорожують з півдня на північ, забезпечуючи собі щонайменше тиждень естетичної насолоди. Ритуал споглядання квіток, прогулянка між квітучих дерев та вживання спеціального бенто на природі називається Ханамі. Дуже цінуються передостанні дні цвітіння, коли дерева ще рясно вкриті квітками, але пелюстки вже легко відділяються і літають навколо з вітерцем, що часто порівнюється зі сніговою хуртовиною. Заради цього була навіть створена спеціальна служба повідомлення, яка за допомогою радіо то телебачення інформує, де і коли почалося цвітіння, скільки днів триває та чи спостерігається вже опадання.

## Ханамі: Споглядання квітів у Японії

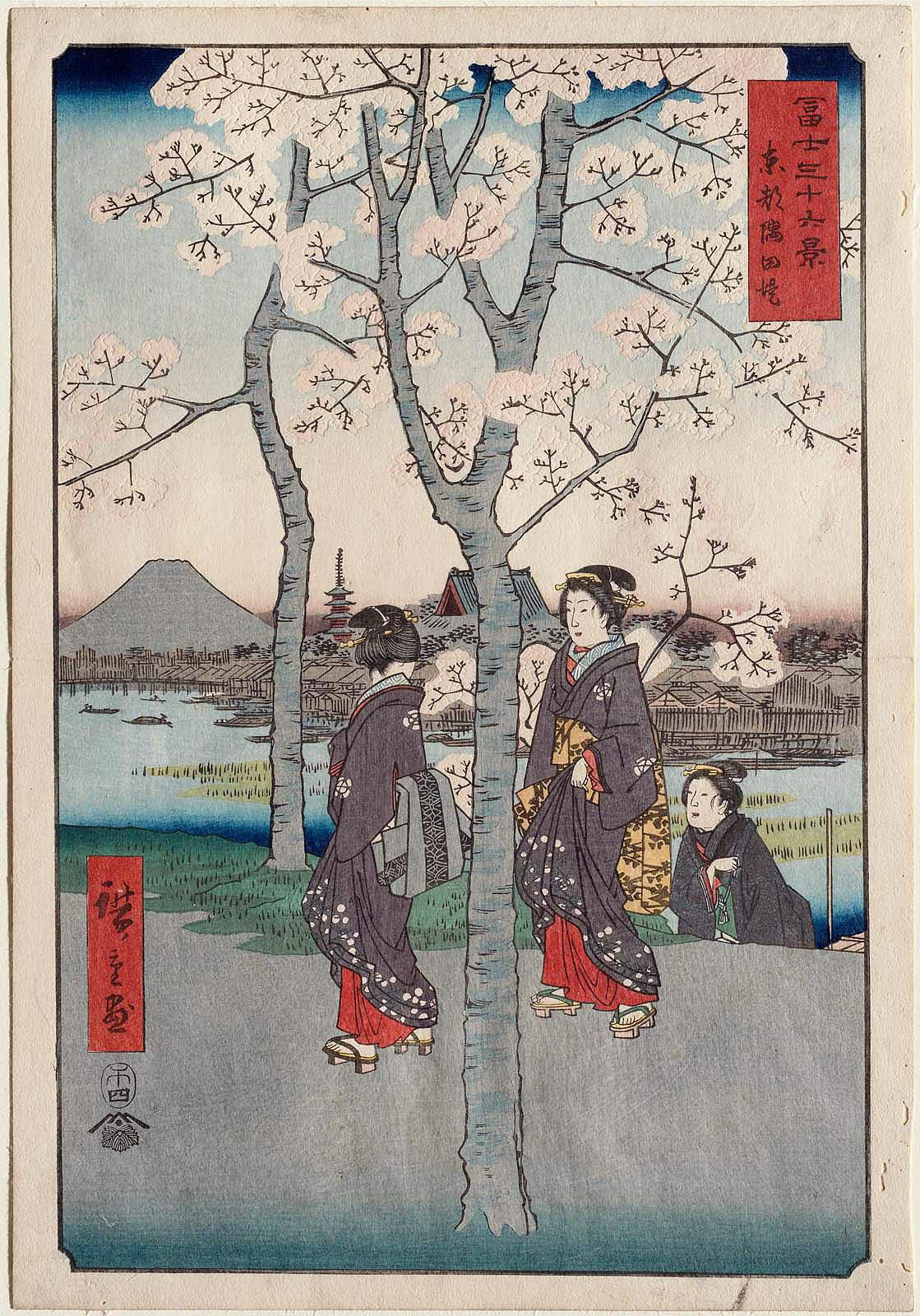
Гравюра на дереві із зображенням гори Фудзі та цвітіння сакури із серії Тридцять шість видів гори Фудзі авторства Хірошіґе. 1858.

«Ханамі» — це багатовікова практика проведення бенкетів або вечірок під квітучими деревами сакури (桜 або 櫻; さくら або サクラ) чи уме (梅; うめ). У період Нара (710—794), коли, як вважається, почався цей звичай, люди захоплювались цвітом уме. Однак в період Хейан (794—1185) більшу увагу почало привертати цвітіння вишні, і 'ханамі' стало синонімом 'сакури'. З того часу в поезії вака та хайку "квіти" (яп. 花, хана) означали «квіти вишні», як це випливає з одного з віршів Ідзумі Шікібу. Спочатку цей звичай був обмежений елітою Імператорського Двору, але незабаром поширився на суспільство самураїв, а в період Едо — і на простий народ. Токуґава Йошімуне посадив цілі райони дерев сакури, щоб заохотити цю практику. Під деревами сакури люди влаштовували веселі бенкети, де їли та пили саке.:
Оскільки книга, написана в період Хейан, згадує "плакучу вишню" (яп. しだり櫻; 糸櫻), один із культиварів з пониклими гілками, Prunus itosakura 'Pendula' (Сідаре-закура) вважається найдавнішим культиваром у Японії. У період Камакура, коли населення зросло в південному регіоні Канто, вишня Ошіма, яка походить з острова Ідзу Ошіма, була привезена до Хоншю і культивована там; потім вона дісталася до столиці, Кіото. Група Сато-закура вперше з'явилася в період Муромачі.

Джіндай-закура, 2000-річна Prunus itosakura

Prunus itosakura (син. Prunus subhirtella, Едо хіган) — це дикий вид, який росте повільно. Однак він має найдовший термін життя серед вишневих дерев і легко виростає до великих розмірів. З цієї причини в Японії є багато великих, старих екземплярів цього виду. Їх часто вважають священними, і вони стали орієнтирами, що символізують синтоїстські святилища, буддійські храми та місцеві території. Наприклад, Джіндай-закура, якій близько 2000 років, Усузумі-закура, якій близько 1500 років, і Дайго-закура, якій близько 1000 років, відомі своїм віком.:178–182

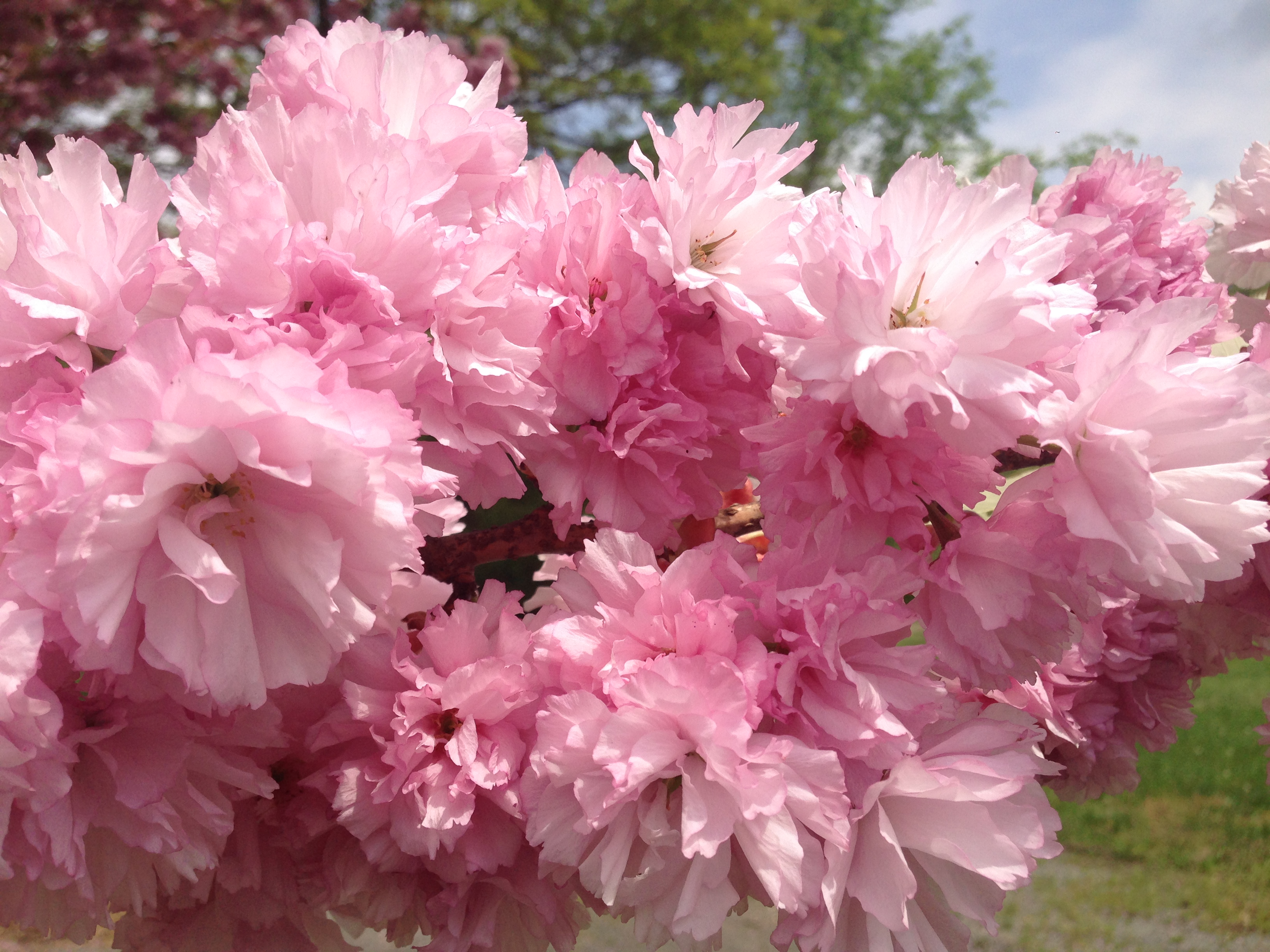
'Канзан' — махровий культивар, виведений у період Едо. Він має від 20 до 50 пелюсток у квітці.

У період Едо різні махрові культивари були виведені та висаджені на берегах річок, у буддійських храмах, у синтоїстських святилищах і в садах даймьо в міських районах, таких як Едо; звичайні люди, які жили в міських районах, могли насолоджуватися ними. Книги того періоду фіксують понад 200 різновидів цвіту сакури та згадують багато сортів, які відомі сьогодні, наприклад, 'Канзан'. Однак ця ситуація обмежувалася міськими районами, а основними об'єктами ханамі по всій країні все ще залишалися дикі види, такі як Prunus jamasakura (Ямазакура) та вишня Ошіма.
З часу модернізації Японії в період Мейджі, вишня Йошіно поширилася по всій Японії і стала головним об'єктом ханамі.: Різні інші культивари були вирубані один за одним під час змін, пов'язаних зі швидкою модернізацією міст, таких як меліорація водних шляхів і знесення садів даймьо. Садівник Такаґі Маґоемон і сільський голова села Кохоку, Шімізу Кенґо, були стурбовані цією ситуацією і зберегли кілька культиварів, посадивши ряд вишневих дерев різних сортів вздовж берега річки Аракава. У Кіото садівник Сано Тоемон XIV зібрав різні культивари та розмножив їх. Після Другої світової війни ці культивари були успадковані Національним інститутом генетики, Науковим садом лісу Тама та Квітковою асоціацією Японії, і з 1960-х років знову почали використовуватися для ханамі.:
Щороку Японське метеорологічне агентство (ЯМА) та громадськість відстежують sakura zensen ("фронт цвітіння сакури"), який рухається на північ архіпелагу з наближенням теплішої погоди, за допомогою щовечірніх прогнозів після погодного сегмента новинних програм. З 2009 року відстеження sakura zensen в основному перейшло до приватних прогностичних компаній, а ЯМА переключилося на збір даних, а не на прогнозування. Цвітіння починається в Окінаві в січні і зазвичай досягає Кіото і Токіо на початку квітня, хоча останні роки спостерігається тенденція до більш раннього цвітіння в кінці березня. Потім цвітіння просувається на північ і в райони з більшою висотою, прибуваючи до Хоккайдо через кілька тижнів. Японські місцеві жителі, а також іноземні туристи, уважно стежать за цими прогнозами.
Більшість японських шкіл та громадських будівель мають вишневі дерева, посаджені навколо них. Оскільки фінансовий та навчальний роки починаються у квітні, у багатьох частинах Хоншю перший день роботи чи школи збігається із сезоном цвітіння сакури. Однак, хоча більшість вишневих дерев цвітуть навесні, існують також менш відомі зимові квіти сакури (фуюзакура японською), які цвітуть з жовтня по грудень.
Японська асоціація цвітіння сакури опублікувала список 100 найкращих місць цвітіння сакури в Японії (日本さくら名所100選), з щонайменше одним місцем у кожній префектурі.

## Фото

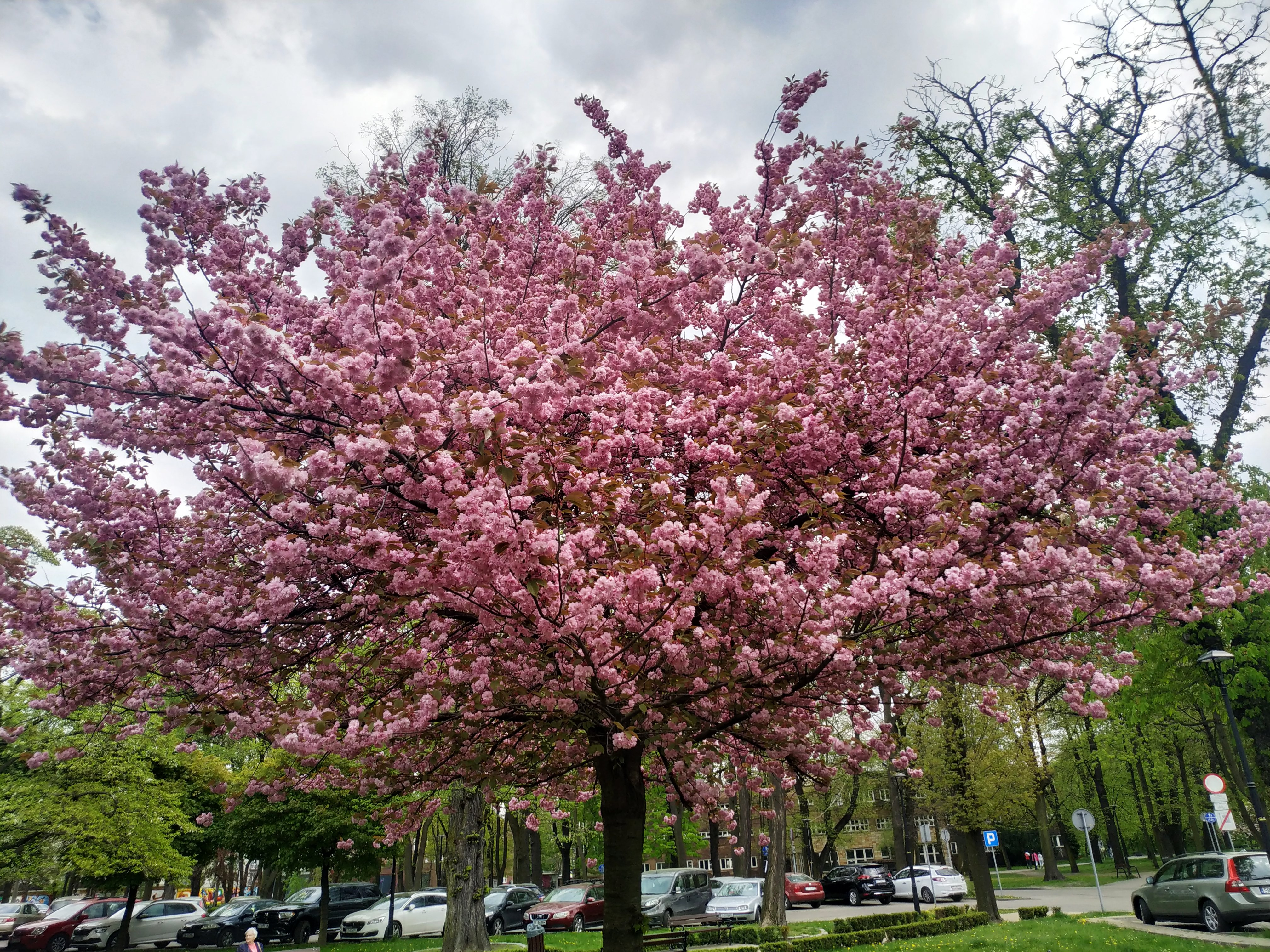
Сакура в Польщі
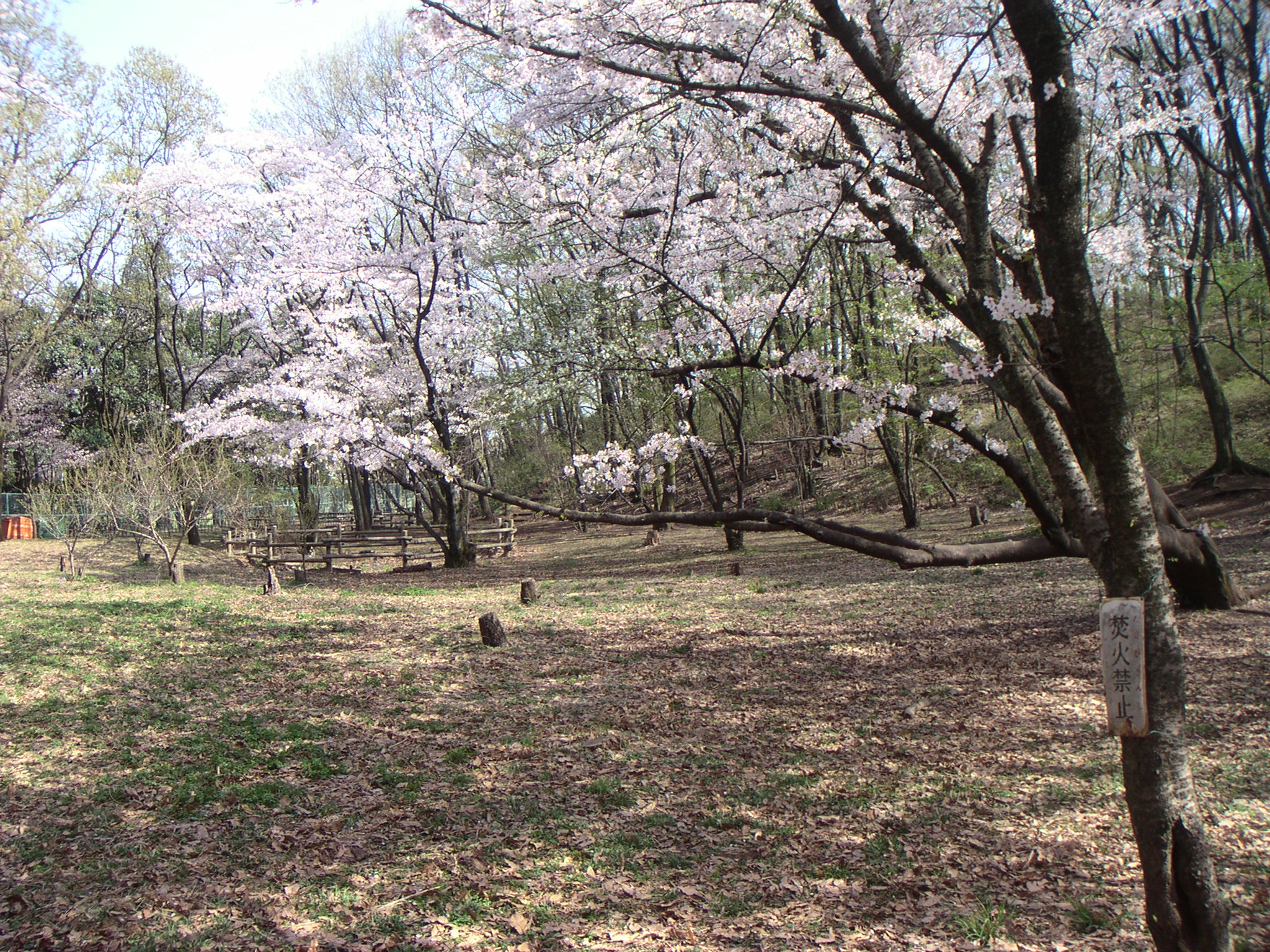
Сакура парку Асамаяма в Токіо (1)
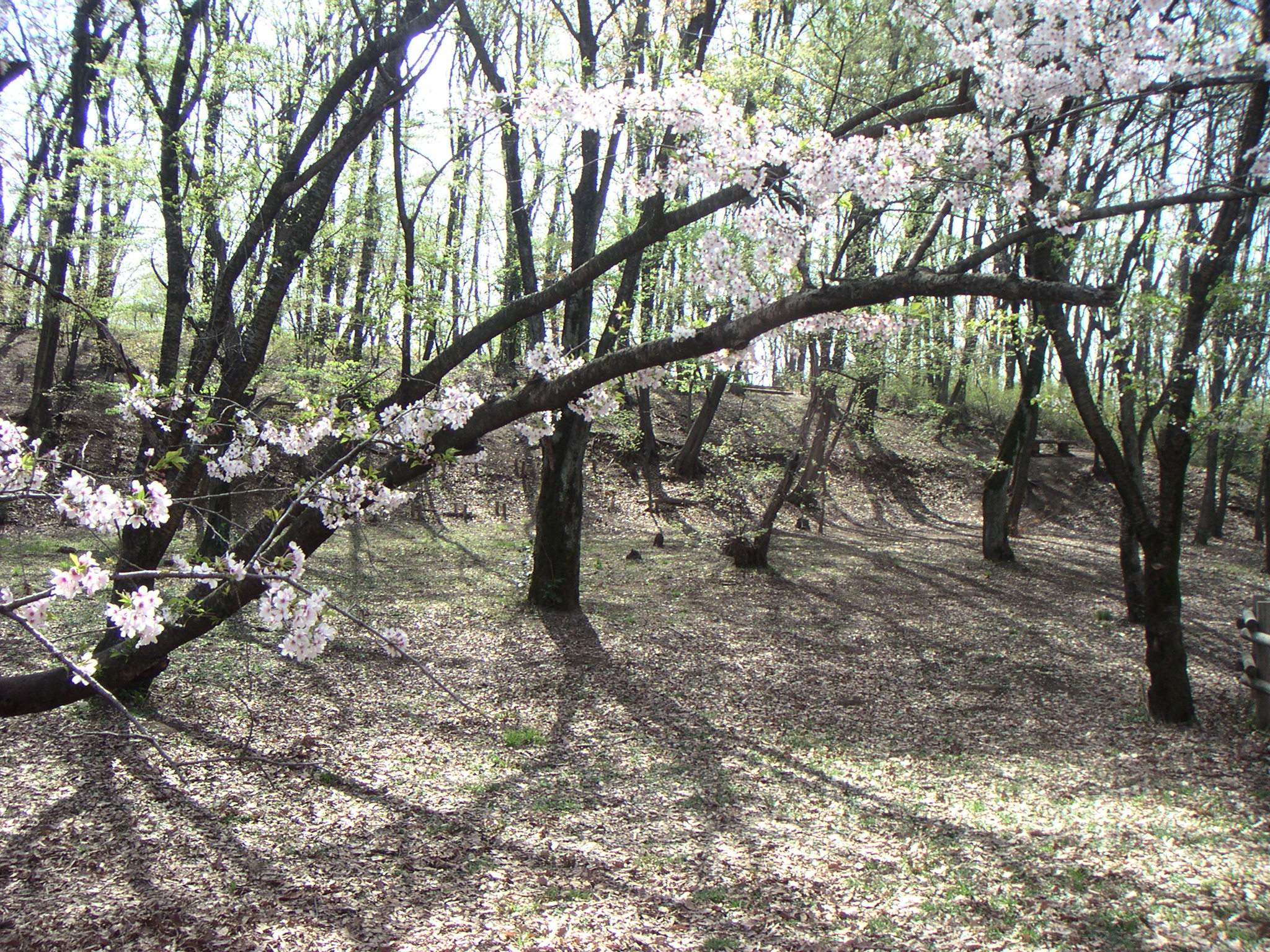
Сакура парку Асамаяма в Токіо (2)
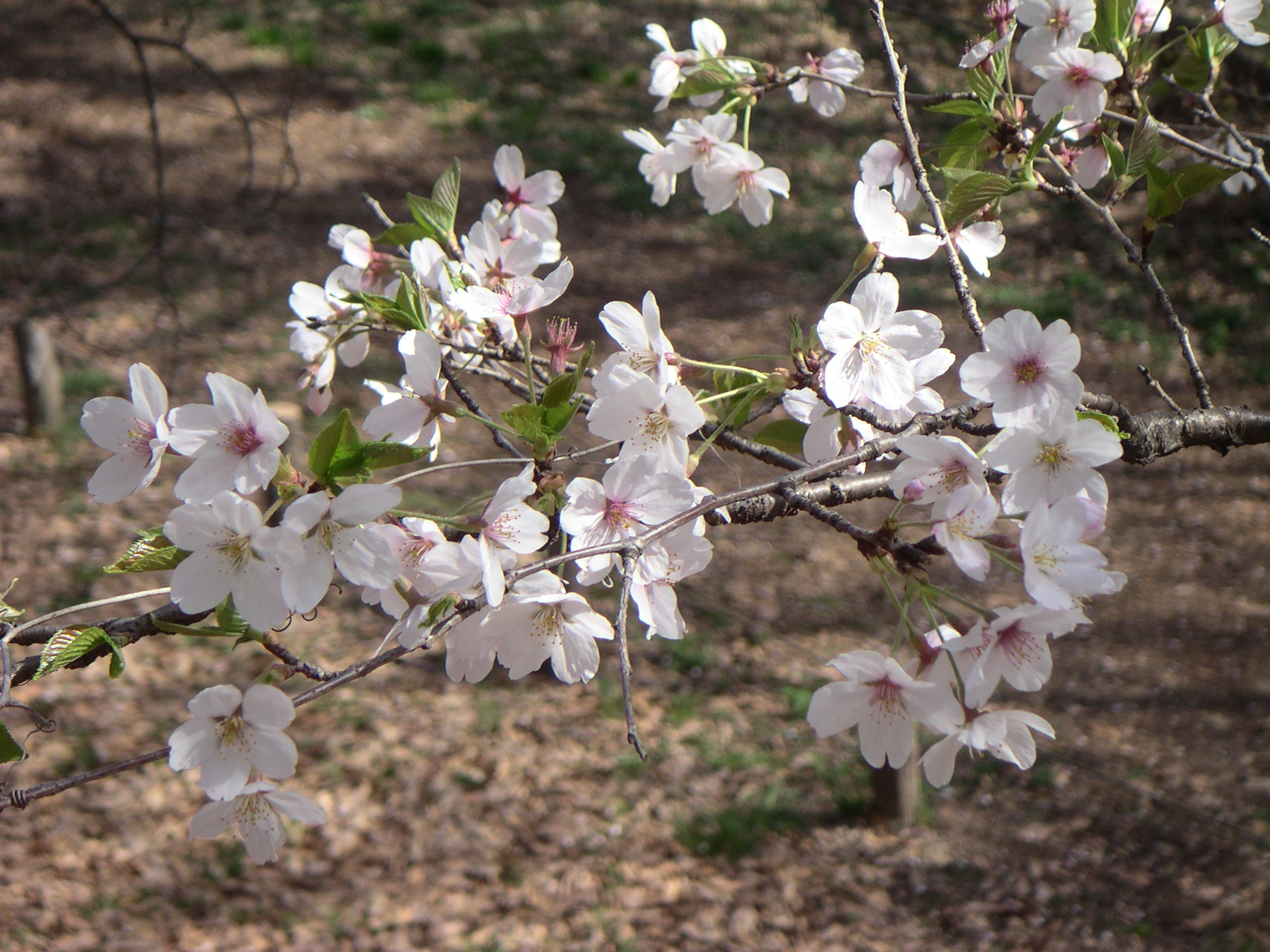
Сакура парку Асамаяма в Токіо (3)
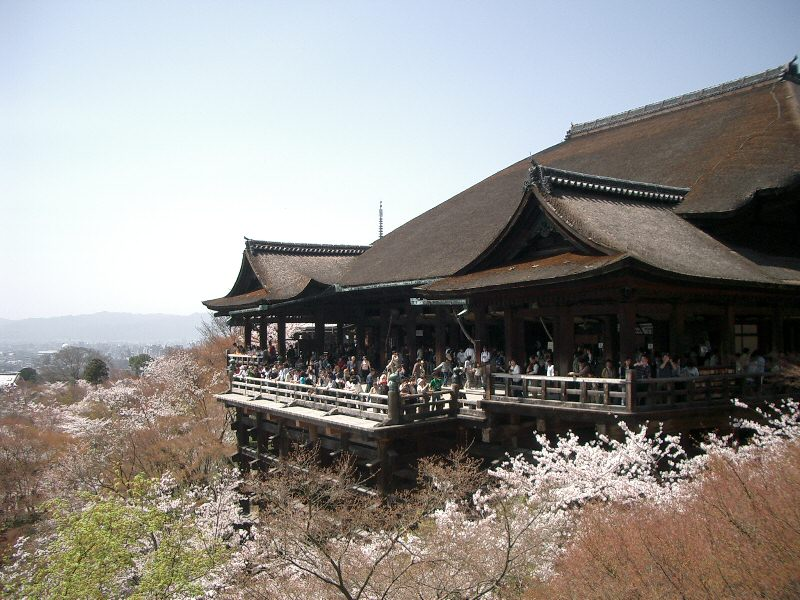
Сакура у храмі Кійомідзу у Кіото
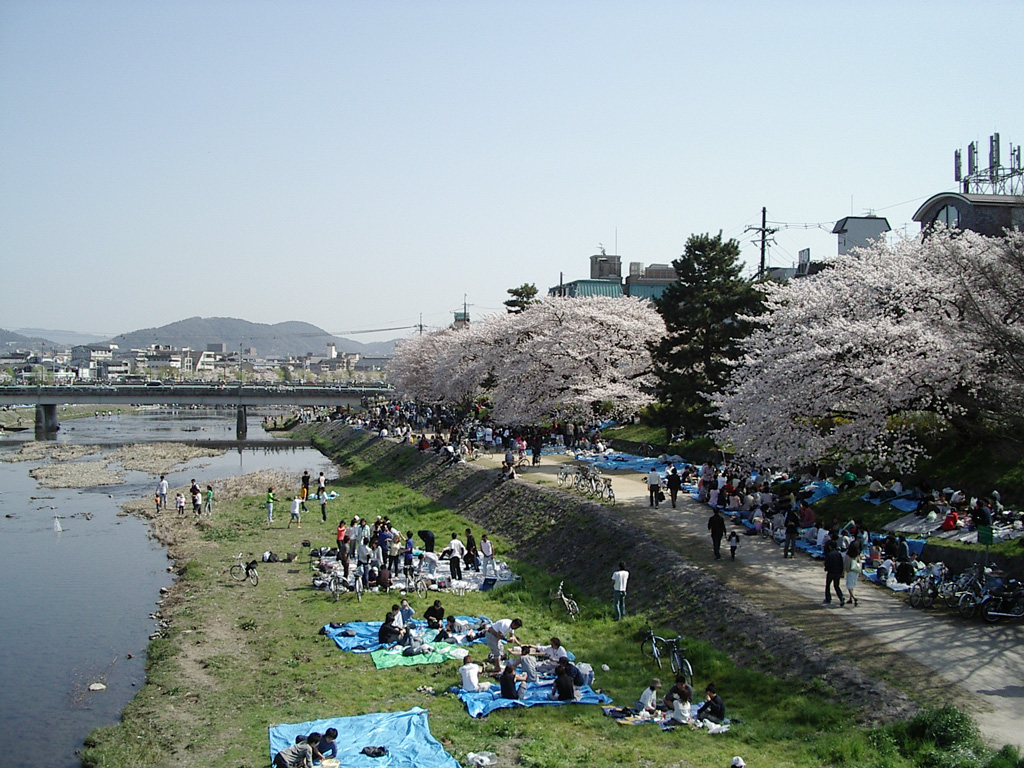
Сакура вздовж ріки Камо у Кіото
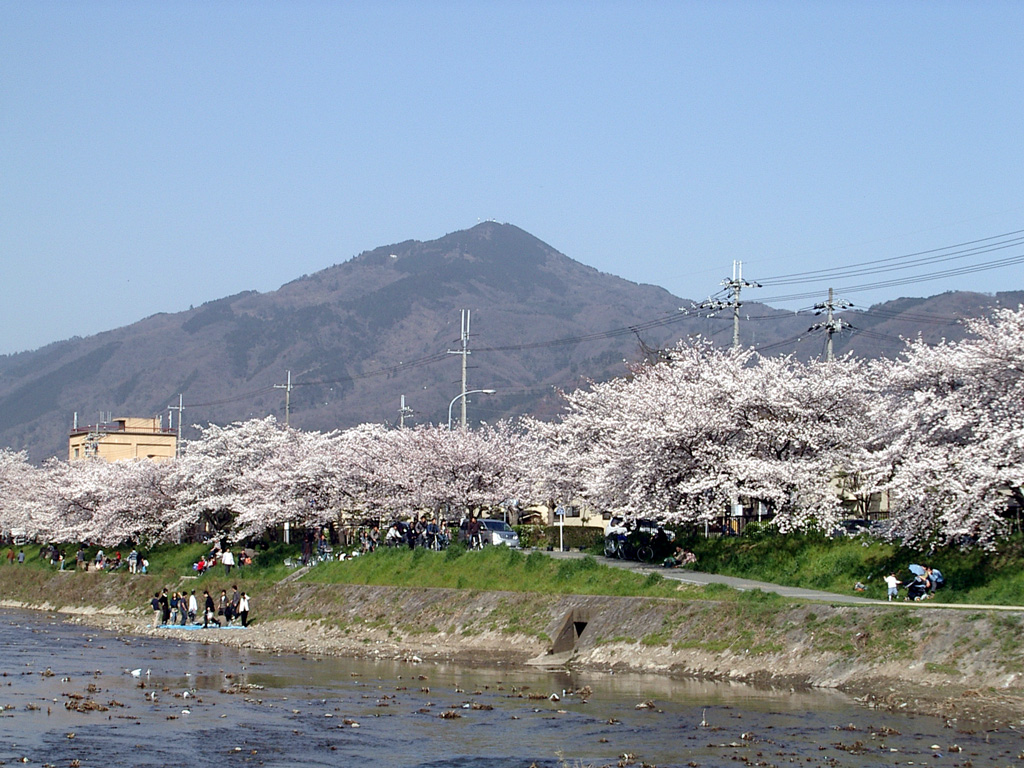
Сакура на фоні гори Хіей
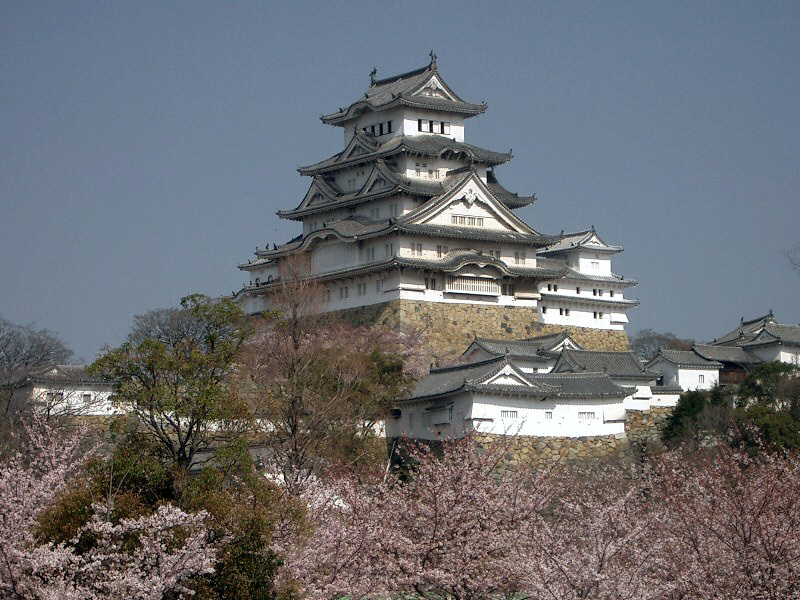
Сакура замку Хімедзі
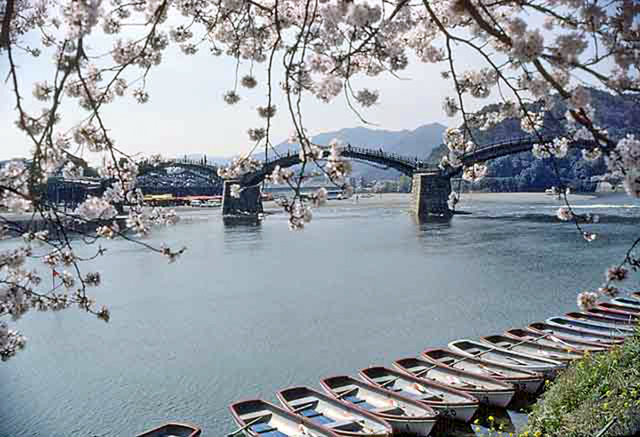
Сакура на фоні мосту Кінтай в Ямаґуті
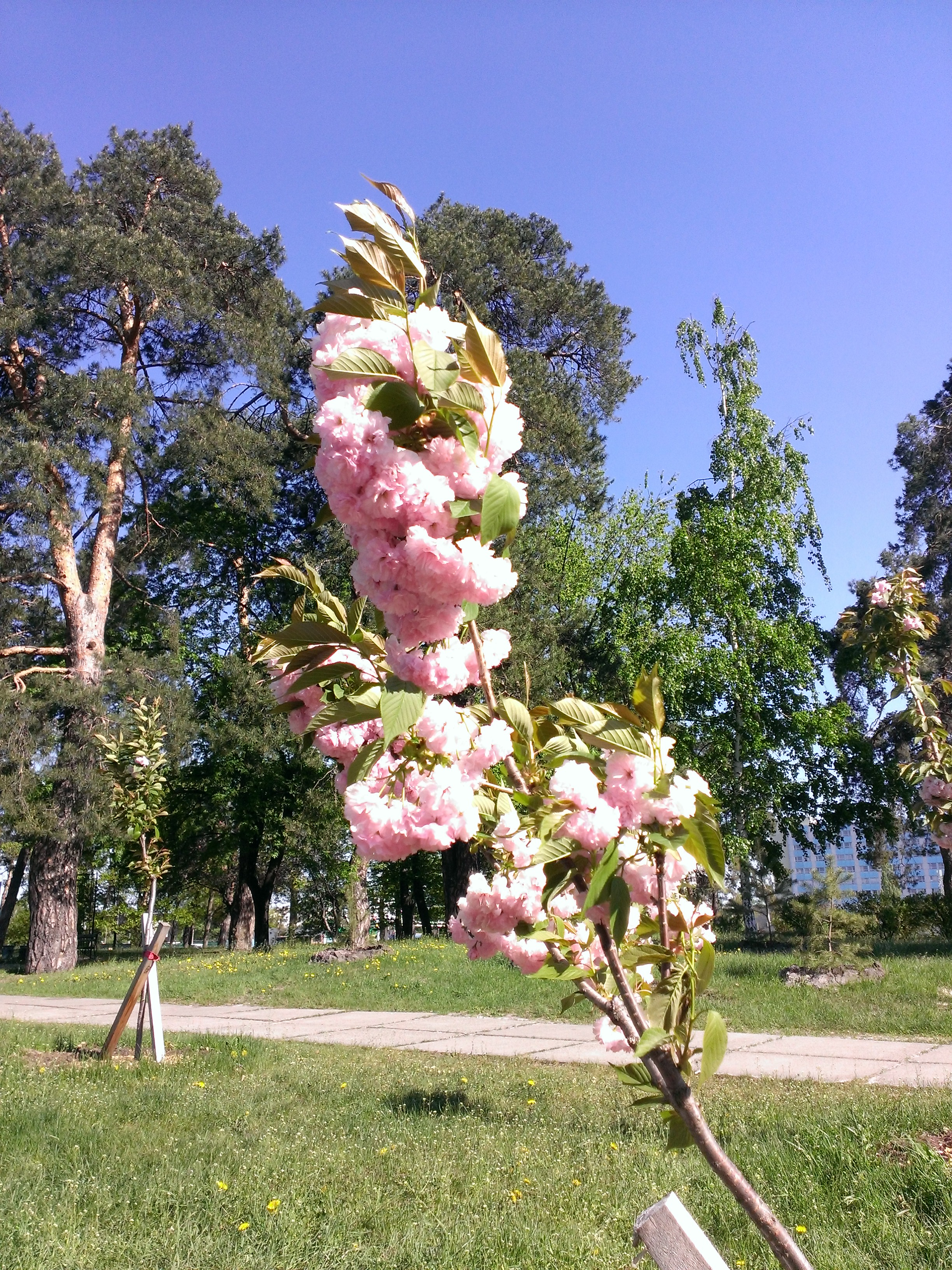
Сакура в парку «Кіото» у Києві
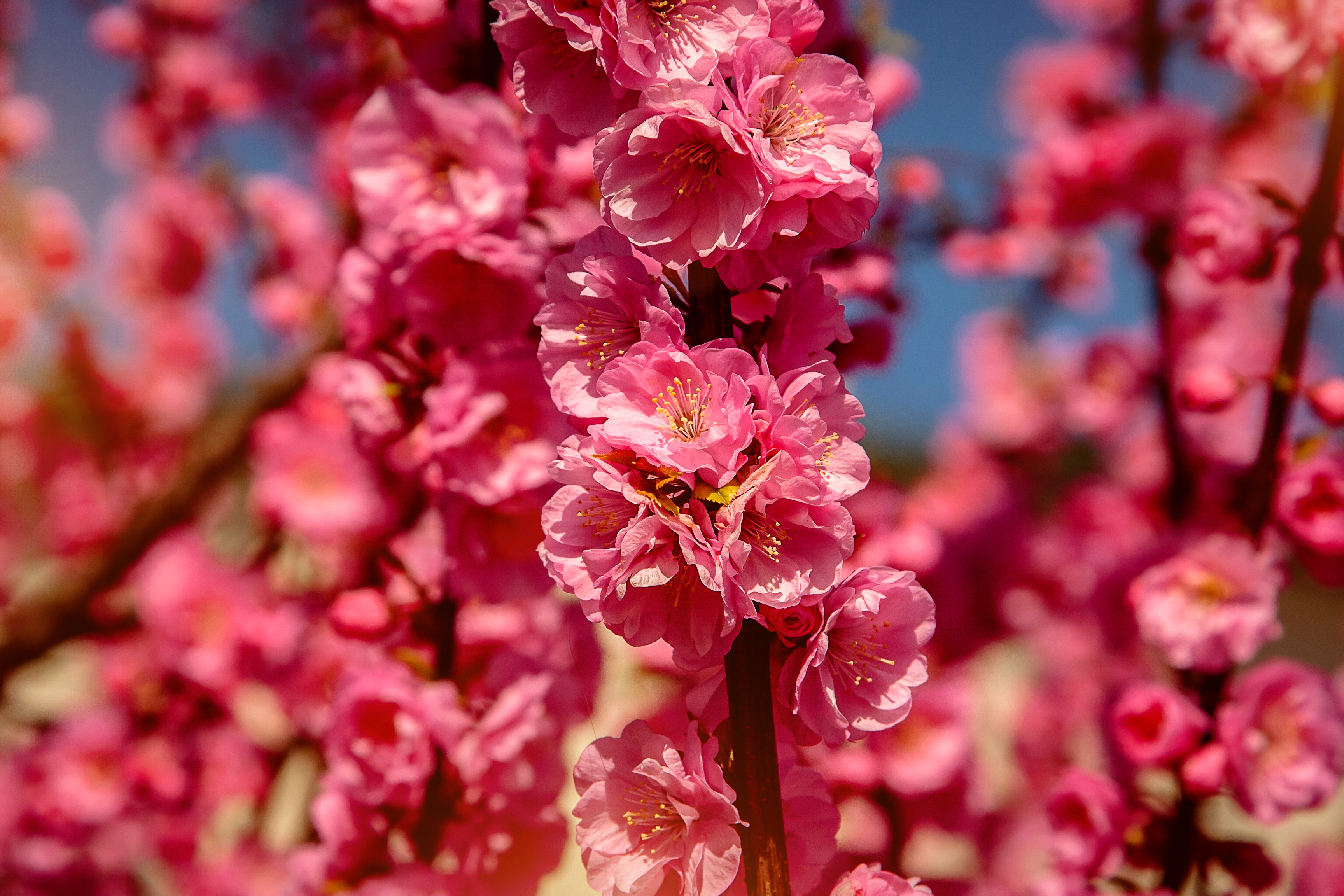
Сакура у Дендропарку «Поділля»
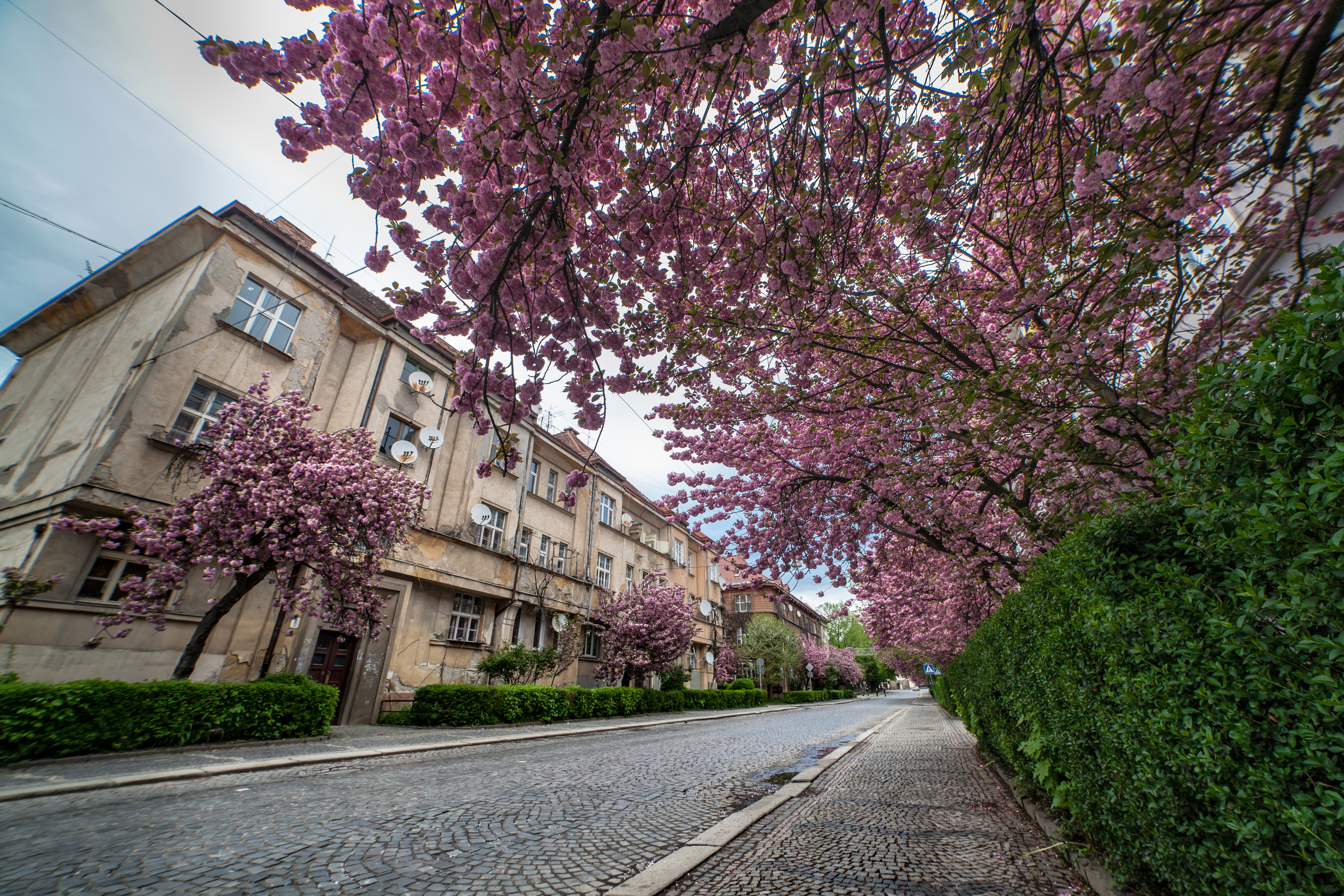
Цвіт сакури в "чеському кварталі", комплекс історичної забудови Ужгорода